# Лекерит
Лекерит (рум. lăcărit) — старовинний спосіб видобування нафти у Карпатському регіоні, зокрема, на території нинішньої Румунії. У передгір'ях Карпат, нижче тих місць, де нафта виходила на поверхню, викопували неглибокі рови, за якими нафта стікала в спеціальні накопичувальні ями. Із ям її діставали за допомогою особливих черпаків циліндричної форми.